# Rivière aux Rats (Rivière Mistassini)
Der Rivière aux Rats (französisch für „(Bisam-)Rattenfluss“) ist ein linker Nebenfluss des Rivière Mistassini in der MRC Maria-Chapdelaine in der Verwaltungsregion Saguenay–Lac-Saint-Jean der kanadischen Provinz Québec.

## Flusslauf
Der Rivière aux Rats hat seinen Ursprung in dem kleinen See Lac Jean-Guy, 3 km westlich des Grand lac Thomas. Er fließt in überwiegend südlicher Richtung. Östlich verläuft der Rivière Mistassibi, westlich der Rivière Mistassini. Der Fluss durchfließt den Lac aux Rats, eine Flussverbreiterung. Schließlich mündet er bei Dolbeau-Mistassini in den Rivière Mistassini. Der Rivière aux Rats hat eine Länge von 185 km. Sein Einzugsgebiet umfasst 2466 km². Der mittlere Abfluss beträgt 51 m³/s.

## Namensgebung
Der Rivière aux Rats verdankt seinen Namen den zahlreichen Bisamratten, die am Oberlauf des Flusses vorkommen.